# ملتقط الكرة كان جاسوسا
ملتقط الكرة كان جاسوسًا (بالإنجليزية: The Catcher Was a Spy) هو فيلم حرب أنتج في الولايات المتحدة وصدر عام 2018 من إخراج بن لوين وكتابة روبرت رودات، استنادًا إلى كتاب يحمل نفس الاسم من تأليف نيكولاس داويدوف.و بطولة بول رود، مارك سترونج وسيينا ميلر.

## قصة
ينضم مو بيرج وهو محارب قديم في لعبة البيسبول يبلغ من العمر 15 عامًا، إلى المجهود الحربي كجاسوس لهزيمة ألمانيا النازية في السباق لصنع أول قنبلة ذرية. في عام 1936، يلعب بيرج مع فريق بوسطن ريد سوكس قرب نهاية مسيرة احترافية طويلة إن لم تكن مميزة. في جولة استعراضية للبيسبول في اليابان، يتسلل بيرج إلى سطح مستشفى في طوكيو لتصوير سرًا لميناء طوكيو وأحواض بناء السفن التابعة للبحرية. أعجب رئيس مكتب الخدمات الإستراتيجية الذي قدم له الفيلم بمشروع بيرج، بالإضافة إلى المهارات اللغوية الواسعة التي اكتسبها بيرج في برينستون وأماكن أخرى، وتم تعيين بيرج. فيرنر هايزنبرغ، الحائز على جائزة نوبل عام 1932 لريادته في مجال فيزياء الكم، أصبح الآن مسؤولاً عن محاولات النازيين لصنع قنبلة ذرية. إذا نجح، يمكن للألمان كسب الحرب. يتم تهريب بيرج إلى إيطاليا ثم إلى سويسرا، مع مهمة اكتشاف ما إذا كان هايزنبرغ قريبًا من هذا الهدف. إذا كان الأمر كذلك، فسوف يقع على عاتق بيرج اغتيال الفيزيائي اللامع.

## طاقم العمل
- بول رود في دور مو بيرج
- مارك سترونج في دور فيرنر هايزنبيرغ
- سيينا ميلر في دور إستيلا هوني
- جيف دانيلز في دور بيل دونوفان
- توم ويلكينسون في دور بول شيرير
- جيانكارلو جيانيني في دور الأستاذ إدواردو أمالدي
- هيرويوكي سانادا بدور كواباتا
- جاي بيرس بدور روبرت فورمان
- بول جياماتي في دور صموئيل جودسميت
- كوني نيلسن بدور كوراندا
- شيا ويغام في دور جو كرونين
- وليام هوب بدور جون كيران
- جون شواب في دور ليفتي جروف
- بيرفرانشيسكو فافينو في دور مارتينوزي
- جيمس ماكفان في دور لو جيريج
- ديمتري جوريتساس في دور كليفتون فاديمان

## العرض
تم عرض الفيلم لأول مرة في 2018 مهرجان صندانس السينمائي، وتم إصداره في 22 يونيو 2018 من قبل شركة آي إف سي فيلمز.

## الميزانية والإيرادات
بلغت تكلفة إنتاج الفيلم حوالي 14 مليون دولار بينما حقق إيرادات تقدر بـ 953953 دولار.

## روابط خارجية
- ملتقط الكرة كان جاسوسا على موقع IMDb (الإنجليزية)
- ملتقط الكرة كان جاسوسا على موقع ميتاكريتيك (الإنجليزية)
- ملتقط الكرة كان جاسوسا على موقع روتن توميتوز (الإنجليزية)
- ملتقط الكرة كان جاسوسا على موقع ألو سيني (الفرنسية)
- ملتقط الكرة كان جاسوسا على موقع Turner Classic Movies (الإنجليزية)
- ملتقط الكرة كان جاسوسا على موقع أول موفي (الإنجليزية)
- ملتقط الكرة كان جاسوسا على موقع بوكس أوفيس موجو (الإنجليزية)
- ملتقط الكرة كان جاسوسا على موقع فيلمافينيتي (الإسبانية)
- ملتقط الكرة كان جاسوسا على موقع قاعدة بيانات الفيلم (الإنجليزية)
- ملتقط الكرة كان جاسوسا على موقع ليتربوكسد (الإنجليزية)